# Ignacio Morones Prieto
Ignacio Morones Prieto (Linares, Nuevo León; 3 de marzo de 1899 - Ciudad de México, 30 de octubre de 1974) fue un médico y político mexicano que ocupó diversos cargos políticos, entre los que destacan, gobernador de Nuevo León, secretario de Salubridad y Asistencia y director general del Instituto Mexicano del Seguro Social.

## Estudios
En 1912 ingresó al Colegio Civil, donde cursó la preparatoria, y después se mudó a la ciudad de San Luis Potosí; allí realizó estudios profesionales, primero en el Instituto Científico y Literario y luego en la Escuela de Medicina, y obtuvo su título profesional en 1923. Ese mismo año viajó a París, Francia, para estudiar en la Sorbona un posgrado que terminó en 1928. 
A su regreso a México, el doctor Morones Prieto volvió a radicar en San Luis Potosí, donde impulsó las campañas contra la viruela, el tifo, el paludismo y el bocio. Impartió, a la vez, las cátedras de patología y clínica quirúrgicas en la Escuela de Medicina, de la que fue luego director. Asimismo, fundó y dirigió el Hospital Escuela de la Universidad Autónoma de San Luis Potosí, convirtiéndose tiempo después en rector de esta institución. 

## Carrera política

### Subsecretario de Salubridad y Asistencia
De 1946 a 1948, fue designado para ocupar el cargo de subsecretario de Salubridad y Asistencia del Gobierno Federal, entonces al mando de Miguel Alemán Valdés.

### Gobernador de Nuevo León
Posteriormente, en el 1949 fue postulado por el PRI como su candidato a Gobernador de Nuevo León y tras breve campaña, asumió la gubernatura del estado el 4 de octubre de 1949. 
Emprendió una reorganización de las finanzas públicas, a través de la expedición de una ley de ingresos mercantiles y en mayo de 1950 inició la canalización del río Santa Catarina, cuya rectificación permitió rescatar 850 mil metros cuadrados de terreno. Otras de las obras realizadas durante este sexenio y que merecen ser destacadas fueron la ampliación de la Plaza Zaragoza (al doble de su superficie anterior, que forma ahora parte de la Macroplaza) y la construcción de la carretera Galeana-San Roberto, además impulsó el establecimiento de dos plantas termoeléctricas, ambas con capacidad de 15 mil kilovatios; la primera comenzó a construirse en junio de 1951 y la segunda fue inaugurada a fines de 1952, en la salubridad se erradicó de la entidad el paludismo. 
En otros rubros, el gobernador Morones Prieto benefició a la industria a través de la exención de impuestos y de otros estímulos diversos. Enfrentó, además, algunos conflictos surgidos entre los comerciantes de la entidad y las autoridades federales de comercio, las que impusieron un rígido control de precios a las mercancías; los comerciantes regiomontanos protestaron y el gobernador intervino firmando un pacto con las Cámaras de Comercio para fijar las condiciones de venta de los artículos de primera necesidad.

### Secretario de Salubridad y Asistencia
El 1 de diciembre de 1952, el presidente Adolfo Ruiz Cortines designó al doctor Morones Prieto como titular de la Secretaría de Salubridad y Asistencia, por lo que éste renunció a su cargo de gobernador de Nuevo León. 
Como titular de la secretaría el doctor Morones impulsó una campaña a nivel nacional para la erradicación del paludismo, aplicó un amplio programa para el bienestar rural, y creó tanto la Dirección General de Rehabilitación como el Centro Médico Nacional. En 1957 Ignacio Morones Prieto fue visto como uno de los más fuertes postulantes a la presidencia de la República, junto con el Secretario de Agricultura Gilberto Flores Muñoz y el de Gobernación Ángel Carvajal Bernal, sin embargo finalmente el dedazo del presidente Ruiz Cortinez fue a favor del Secretario del Trabajo Adolfo López Mateos.

### Exilio o Designación como embajador en Francia
Como era común en aquellos tiempos, después de perder la candidatura a la presidencia, Morones Prieto fue nombrado, en 1959, embajador de México en Francia, donde permaneció hasta 1965, año en el que regresa a México.
En ese momento, el presidente Gustavo Díaz Ordaz lo designó para fungir como director general del Instituto Mexicano del Seguro Social (IMSS), cargo que desempeñó hasta 1970.

## Condecoraciones
- Orden Rubén Darío en el grado de Comendador. Nicaragua.

## Obras publicadas
- Peritonitis tífica
- Etiología de la apendicitis
- Divertículos gastrointestinales
- Tesis mexicana de seguridad social